# Corpo arquimediano
Em matemática, um corpo Arquimediano é um corpo ordenado que não tem elementos infinitesimais. O nome faz referência ao matemático grego Arquimedes.
Sendo + uma operação binária associativa e n um número natural positivo, pode-se definir (por indução matemática) n x. Um corpo ordenado K é Arquimediano quando {\displaystyle \forall x\in K,x>0,\exists n\in \mathbb {N} ^{+}(nx>1)\,}.

## Exemplos
- O conjunto dos números reais é Arquimediano, assim como qualquer subcorpo ({\displaystyle \mathbb {Q} \,}, {\displaystyle \mathbb {Q} \left[{\sqrt {2}}\right]\,}, {\displaystyle \mathbb {Q} (\pi )\,}, etc).
- É possível definir uma relação de ordem no corpo das funções racionais {\displaystyle \mathbb {R} (x)\,}. Este corpo não é Arquimediano: x ou 1/x serão infinitesimais.